# Villa Leopolda

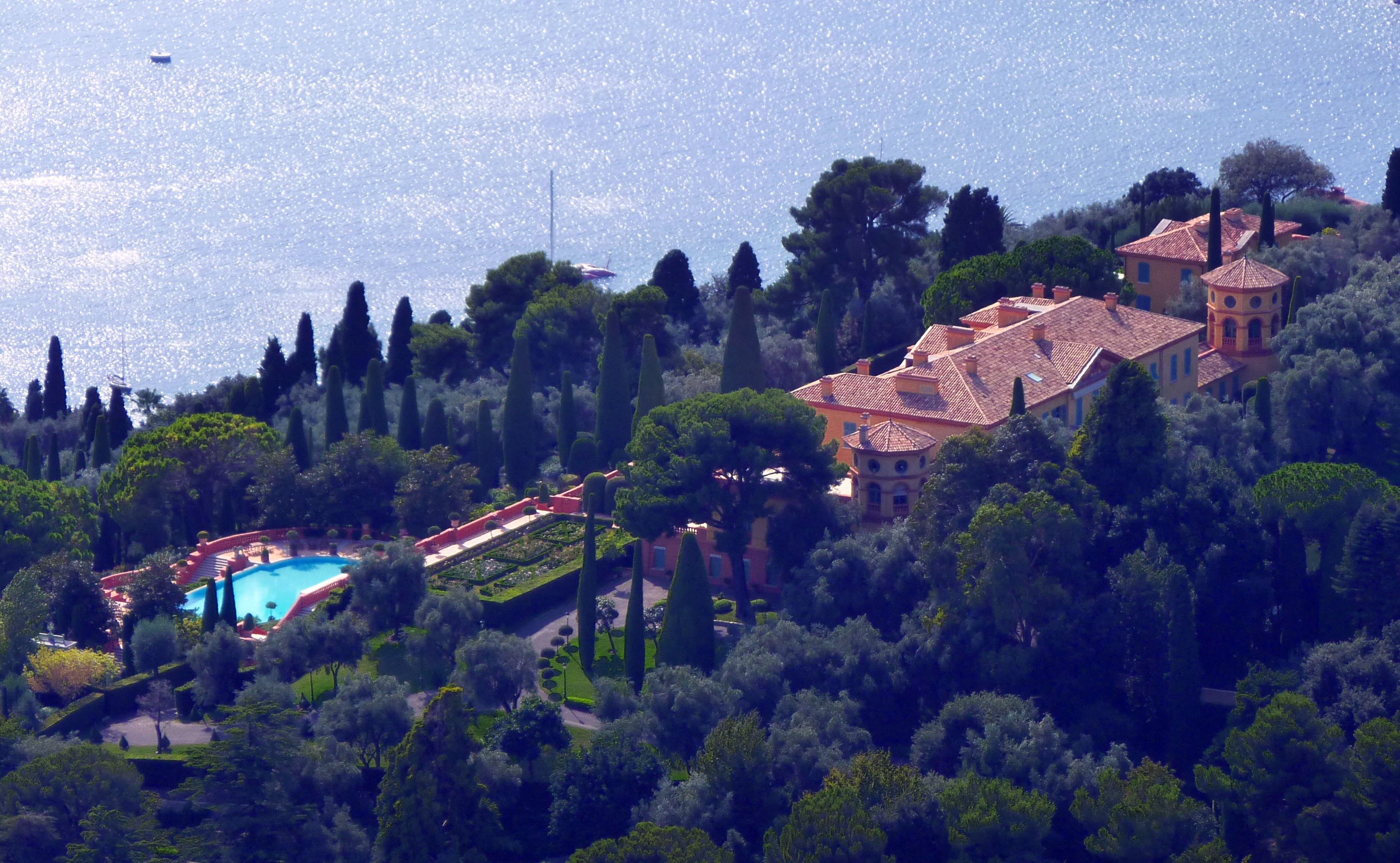
Villa Leopolda

Die Villa Leopolda ist eine Villa in Villefranche-sur-Mer an der französischen Côte d’Azur.

## Geschichte
Die Villa wurde 1902 im Auftrag des belgischen Königs Leopold II. als Geschenk für seine Mätresse Caroline Delacroix errichtet. 1929 kaufte der Architekt Ogden Codman Jr. die Villa.
In den 1950er Jahren wurde das Anwesen von Giovanni Agnelli erworben, der es später an Edmond Safra verkaufte. Nach dessen Tod ging der Besitz an seine Frau Lily Safra. Der russische Milliardär Michail Dmitrijewitsch Prochorow wollte die Villa 2008 von Lily Safra erwerben, bezahlte jedoch nie den vollständigen Kaufpreis.
Später äußerte Roman Abramowitsch Interesse an dem Anwesen.

## Gebäude und Anlagen
Das Gebäude ist im Belle-Époque-Stil errichtet und umschließt rund 2.700 m² einschließlich der Pavillons und Nebengebäuden. Auf dem Grundstück befinden sich ein Schwimmbecken, eine Zypressenallee, Olivenhaine und ein acht Hektar großer Park, sowie ein Hubschrauberlandeplatz.
Die Villa war 1948 Drehort für einige Szenen des Ballettfilms Die roten Schuhe. Das Gebäude ist von den französischen Behörden als Monument historique klassifiziert worden.

Sie zählt heute zu den teuersten Villen der Welt, und ihr Wert wird auf ca. 500 Millionen US-Dollar geschätzt.